# Anita Martínez
Ana Elisa Martínez (Buenos Aires, Argentina, 18 de marzo de 1975) más conocida como Anita Martínez es una actriz, comediante, bailarina y conductora de televisión argentina.
Por su labor humorística ha logrado ganar dos Premios Martín Fierro (2008 y 2010) por sus trabajos en Noche de Ronda, Showmatch y Animales Sueltos respectivamente, también cuenta con un Premio Vos por su labor en teatro.
Actualmente está en pareja con el empresario sanpedrino Denis Yara

## Biografía
Empezó a estudiar danza clásica. Más tarde, decide estudiar teatro musical.
Luego, consigue su primer trabajo en la televisión, quedando seleccionada tras una audición para la famosa cadena deportiva TyC Sports.
Después de pasar por varios trabajos, un productor la convence de estudiar actuación:

«Empecé en Club social y deportivo, siguió el mítico Mar de Fondo... nunca quise ser actriz, pero me gustaba y ahí vino todo: Telefe, Videomatch, Los Felipe, Vale la Pena!, Franco Buenaventura.
Fracasé un montón, pero me sirvió para darme cuenta lo que no tenía que hacer.... y lo seguí haciendo. Las chicas de la calle, la casa de América y otros que mejor no recordar.»
Anita Martínez, en una entrevista.

A finales de 1996 condujo el programa juvenil Todo bien, junto a Marcelo Mingochea por Canal 13.
Al año siguiente debutó en teatro con la obra Pijamas, que continuó hasta 1999. La temporada de 2000 actuó en El show de las divorciadas.
Entre 2004 y 2005 actuó en la serie cómica Panadería Los Felipe. En 2005 condujo el programa de humor Vale la pena, junto a Fabián Gianola. En cine participó en Apasionados y en El cine de Mailte. Durante varios años hizo la publicidad del desodorante de inodoros Harpic. 
Anita Martínez concursó en el reality show de baile Patinando por un sueño conducido por Marcelo Tinelli, donde obtuvo el segundo puesto tras cuatro meses de competencia. 
En 2008 actúa en la obra teatral Planeta show, junto al reconocido humorista Jorge Guinzburg.
En 2013 tiene su Unipersonal teatral, De Vuelta al Barrio.
Martínez concursó junto al comediante Bicho Gómez en el reality show de baile Bailando por un Sueño 2014 conducido por Marcelo Tinelli, donde resultaron ganadores tras ocho meses de competencia. 
En 2016, Anita Martínez concurso junto al comediante Bicho Gómez en el reality show de baile Bailando por un Sueño 2016, conducido por Marcelo Tinelli, donde obtuvieron el decimocuarto puesto tras cinco meses de competencia. A fines del mismo año es convocada por Flavio Mendoza para participar de su obra "Mahatma" junto a Facundo Mazzei, Barbie Franco y la banda de rock cordobesa Iceberg del Sur.

## Teatro
1993 Musical Cats Argentina, bailarina, cantante, Teatro Lola Membrives, Buenos Aires.
| Año       | Obra                         |
| --------- | ---------------------------- |
| 1998-1999 | Pijamas                      |
| 2000      | El show de las divorciadas   |
| 2001      | Daikiri de humor             |
| 2002      | El país del nomeacuerdo      |
| 2003      | Locas de atar                |
| 2004-2005 | El reino del revés           |
| 2008      | Planeta show                 |
| 2009      | Confesiones de mujeres de 30 |
| 2010      | El Gran Burlesque            |
| 2010      | HisterioTipos                |
| 2013      | Despedida de casado          |
| 2013-2014 | De vuelta al barrio          |
| 2014      | Estrellas del Varieté        |
| 2015      | Anita y El Bicho             |
| 2015      | La Más Pior                  |
| 2017      | Mahatma                      |
| 2019      | HisterioTipos                |

## Televisión
| Año       | Programa                      | Canal              | Rol                              | Notas                      |
| --------- | ----------------------------- | ------------------ | -------------------------------- | -------------------------- |
| 1996      | Todo bien                     | Canal 13           | Presentadora                     | Junto a Marcelo Mingochea  |
| 2001      | Despojados                    | América TV         |                                  |                            |
| 2001      | Yago, pasión morena           | Telefe             | Luisa                            |                            |
| 2002      | Franco Buenaventura, el profe | Telefe             | Florencia                        |                            |
| 2004-2005 | Panadería «Los Felipe»        | Telefe             | Lucy                             |                            |
| 2005      | Vale la pena                  | Telefe             |                                  |                            |
| 2007      | Patinando por un sueño        | Canal Trece        | Participante                     | Subcampeona                |
| 2008      | La Casa de América            | América TV         |                                  |                            |
| 2009      | Animales sueltos              | América TV         | Panelista                        |                            |
| 2009      | Gran Cuñado 5                 | El Trece           | Imitadora de Gabriela Michetti   | Participación especial     |
| 2009      | Gran Cuñado VIP 2             | El Trece           | Imitadora de Susana Giménez      | Participación especial     |
| 2009-2010 | Este es el show               | El Trece           | Imitadora                        |                            |
| 2010      | Humor de primera              | El Trece           |                                  |                            |
| 2014      | Bailando por un sueño 2014    | El Trece           | Participante junto a Bicho Gómez | Ganadores                  |
| 2015      | Bailando 10 años              | El Trece           | Participante junto a Bicho Gómez | Abandonan voluntariamente  |
| 2016      | Polémica en el bar            | Telefe             | Humorista                        |                            |
| 2016      | Bailando por un sueño 2016    | Eltrece            | Participante junto a Bicho Gómez | 12.os eliminados           |
| 2021      | Corte y confección Famosos    | Eltrece            | Participante                     | 5.ta eliminada (reingresa) |
| 2021      | Corte y confección Famosos    | Eltrece            | Participante                     | Semifinalista              |
| 2021      | Politichef                    | Eltrece            | Imitadora de Malena Galmarini    |                            |
| 2023      | Bailando 2023                 | América TV         | Participante junto a Bicho Gómez | 13.os eliminados           |
| 2024      | Nuevas tardes                 | Televisión Pública | Columnista                       |                            |

## Cine
| Año  | Película               |
| ---- | ---------------------- |
| 2002 | Apasionados            |
| 2005 | Papá se volvió loco    |
| 2008 | El cine de Maite       |
| 2014 | Socios por accidente   |
| 2015 | Socios por accidente 2 |
| 2018 | Rumbo al mar           |

## Radio
| Año           | Programa        |
| ------------- | --------------- |
| 2015-presente | Sarasa (La 100) |

## Premios y nominaciones
| Año  | Premio               | Categoría                  | Programa                                | Resultado |
| ---- | -------------------- | -------------------------- | --------------------------------------- | --------- |
| 2002 | Premio Martín Fierro | Revelación                 | Yago, pasión morena                     | Nominada  |
| 2008 | Premio Martín Fierro | Labor humorística femenina | Noche de ronda                          | Ganadora  |
| 2009 | Premio Martín Fierro | Labor humorística femenina | La risa es bella                        | Nominada  |
| 2010 | Premio Martín Fierro | Labor humorística femenina | ShowMatch y Animales sueltos            | Ganadora  |
| 2015 | Premios VOS          | Mejor Actriz               | Anita y el Bicho, una historia de humor | Ganadora  |